# La Presa de San José
La Presa de San José är en ort i Mexiko.   Den ligger i kommunen Pinos och delstaten Zacatecas, i den centrala delen av landet, 400 km nordväst om huvudstaden Mexico City. La Presa de San José ligger 2 178 meter över havet och antalet invånare är 240.
Terrängen runt La Presa de San José är platt åt nordost, men åt sydväst är den kuperad. Runt La Presa de San José är det ganska glesbefolkat, med 21 invånare per kvadratkilometer. Närmaste större samhälle är Pinos, 16,5 km söder om La Presa de San José. Omgivningarna runt La Presa de San José är i huvudsak ett öppet busklandskap.